# John Griggs Thompson
John Griggs Thompson (* 13. října 1932, Ottawa, Kansas) je americký matematik. Je jedním ze čtyř matematiků, kteří obdrželi všechny tři nejprestižnější ceny v oboru: Abelovu cenu, Fieldsovu medaili a Wolfovu cenu za matematiku (dalšími jsou Jean-Pierre Serre, John Milnor a Pierre Deligne). Proslavil se příspěvky v oblasti teorie grup, zejména klasifikace jednoduchých konečných grup. V současnosti působí na Floridské univerzitě.